# Ratusz w Chropaczowie
Ratusz w Chropaczowie – zabytkowy budynek mieszczący się przy ulicy Łagiewnickiej 34 w Świętochłowicach, w dzielnicy Chropaczów.

## Historia
W XIX w. Chropaczów był gminą prężnie rozwijającą się, lecz nie posiadał własnego urzędu. Do wybudowania ratusza siedziba gminy mieściła się w istniejącym do dziś domu Josefa Schaliby, na rogu obecnych ulic Łagiewnickiej i Górnej. Chropaczowianie chcieli jednak, wzorem sąsiednich Lipin, mieć własny ratusz. Wybudowali go w 1911 według projektu z 1907 V. Nixdorff'a. W gmachu na wysokim parterze znajdowały się biura urzędników, piętro zajmowała sala posiedzeń rady gminy oraz mieszkanie służbowe naczelnika. W przyziemiu gmachu zaplanowano pomieszczenia dla kilku sklepów, które miały zarabiać na utrzymanie budynku. 
Pierwszym naczelnikiem zasiadającym w nowym gmachu ratusza był Kaczynski, pochodzący z Królewskiej Huty, który funkcję pełnił od 1905 do 1915. W okresie okupacji w gmachu tym przesłuchiwani byli polscy patrioci.
Po wojnie budynek został wykorzystany przez służbę zdrowia jak przychodnia. Od 2015 roku pozostaje nieużywany.

## Wygląd
Budynek zbudowany jest w stylu neogotyckim. Jest to budynek dwukondygnacyjny, nakryty wielospadowym dachem z rozległym poddaszem, stylem nawiązujący do północnoniemieckiego gotyku. Narożnik gmachu został zaakcentowany wykuszem zwieńczonym ośmioboczną wieżyczką pokrytą blachą cynkową. Dekorację elewacji stanowiły geometryczne motywy wykonane z cegły. Wejście do gmachu zostało obramowane portalem z ostrołukowym zwieńczeniem.